# Мато Андрић
Мато Андрић (Гаревац код Модриче, 18. фебруар 1928 — Сарајево, 6.јул 2015) био је правник и друштвено-политички радник СФР Југославије и СР Босне и Херцеговине.

## Биографија
Рођен је 18. фебруара 1928. године у Гаревцу код Модриче. Завршио је Вишу управну школу у Сарајеву.
Био је председник Народног одбора општине Оџак, члан Централног комитета Савеза комуниста БиХ, члан Извршног комитета ЦК СК БиХ и остало.
Био је биран за посланика Савезне скупштине и посланика Скупштине СР БиХ другог и трећег сазива. На Тринаестом конгресу СКЈ биран је за члана Централног комитета СКЈ.
Био је председник Централног комитета СК БиХ од 28. маја 1984. до јуна 1986. и председник Председништва СР Босне и Херцеговине од априла 1987. до априла 1988. године.